# Witowice (województwo dolnośląskie)
Witowice (niem. Weigwitz) – wieś w Polsce położona w województwie dolnośląskim, w powiecie strzelińskim, w gminie Wiązów. 

## Podział administracyjny
Do roku 1945 wieś nosiła nazwę Weigwitz, potem – w okresie od roku 1945 do 1975, jak i po zmianach administracyjnych w Polsce W latach 1975–1998 – należała administracyjnie do województwa wrocławskiego.

## Zabytki
Do wojewódzkiego rejestru zabytków wpisany jest:
- kościół ewangelicki, obecnie rzymskokatolicki parafialny pw. Matki Boskiej Częstochowskiej, z 1857 r., z wieżą kościoła z przełomu XIII/XIV w. Epitafium sióstr Anny i Susanny von Sebottendorf (zm. 1598) znajduje się na południowej ścianie wieży i zawiera herby szlacheckie, von (od lewej): Sebottendorf, Pannwitz, Sitsch, Otwein, Bischofshein, Parchwitz, Reideburg, Schaffgotsch[5]
- most nad rzece Oławą, z około 1700 r., przebudowany w XIX w.